# 阿拉斯加峽谷
阿拉斯加峽谷（英語：Alaska Canyon），是南極洲的峽谷，位於瑪麗伯德地，處於密歇根高原北面，美國地質調查局根據測量和該國海軍的空中照片繪入地圖，現時由南極條約體系管理。
86°0′S 136°33′W / 86.000°S 136.550°W